# Chemins de fer (roman)
Pour les articles homonymes, voir Chemin de fer (homonymie).
Chemins de fer  est un roman ferroviaire de Benoît Duteurtre qui décrit les trajets en train de Florence, directrice d’une agence de communication à Paris, à sa résidence secondaire dans les Vosges et l’évolution de ce village vosgien.

## Chemins de fer
Le premier thème développé donne son titre au roman.
Florence constate la rigidité et les difficultés du nouveau système d’émission des billets de la SNCF en comparaison avec la souplesse et la simplicité de l’ancien mode de fonctionnement, la suppression de services en gares (services de bagages, consignes, la plupart des buffets), dans les trains (disparition des wagons-restaurants, des trains de nuit), et, en même temps, la dégradation des conditions de voyage sur la ligne Paris-Nancy, d’une manière générale sur la plupart des grandes lignes hors TGV, et, plus encore,  dans le « train déclassé » de la ligne secondaire reliant Nancy à une vallée vosgiennes (saleté des rames, incidents d’exploitation).
Ces thèmes sur l’évolution de la gestion et le style de communication américanisé de la SNCF sont repris dans un ouvrage postérieur de Benoît Duteurtre La Nostalgie des buffets de gare.
Florence entrée en contact avec un sous-directeur de la communication de la SNCF dans la perspective d’un contrat, assiste à une réunion sur l’avenir du fret ferroviaire au siège de l’entreprise au cours de laquelle, est acté le déclin du transport de marchandises par rail, la SNCF étant, par ailleurs, un acteur majeur du transport routier par ses filiales. En même temps, il apparaît important de donner au grand public une image de l’entreprise, défenseur de l’environnement. « Même si notre trafic fret devient symbolique, c’est un symbole qui compte. Une gestion rigoureuse nous oblige à diminuer nos activités dans le secteur marchandises; cela ne nous empêche pas de concevoir des actions emblématiques qui nous monteront comme les meilleurs garants de la protection de la nature ». Florence accepte d’apporter son concours au démantèlement de la SNCF en lui imprimer une touche d’humanisme pour gagner ce contrat,  partagée entre, d’un côté , ses affaires, de l’autre ses rêveries.

## L’évolution d’un village vosgien
L'autre thème est en partie autobiographique, l'auteur séjournant régulièrement depuis son enfance dans une maison de famille dans un village vosgien.
Florence déplore la modernisation de son village : disparition de l’agriculture à l’exception d’une seule exploitation, installation d’un lampadaire inutile à l’extrémité du chemin d’accès à sa maison, espace propreté (conteneurs de tri sélectif) à proximité, demande du conseil municipale de classement de la départementale en itinéraire bis à la suite du remplacement du tunnel ferroviaire où passaient des trains de fret par un tunnel routier, projet d’un rond-point et d’une déviation.    
Florence, en contradiction avec les habitants du village qui approuvent cette évolution, est perçue de plus en plus, comme une étrangère « parisienne » bien qu'y ayant séjourné depuis son enfance.